# Guerra Madista
A Guerra Madista foi uma Guerra Colonial travada no final do Século XIX. O confronto foi inicialmente travado entre sudaneses Madistas e egípcios e mais tarde com as forças britânicas. Também foi chamado a Guerra Anglo-Sudanesa ou Revolta do Sudão Madista. Os britânicos chamam a sua participação no conflito de Campanha do Sudão. Foi vividamente descrita por Winston Churchill (que participou da fase final da guerra), em A Guerra do Rio.

## A Revolta Madista
Na sequência da invasão de Maomé Ali, em 1819, o Sudão era governado por administração egípcia. Este sistema colonial era sentido pelo povo do Sudão, devido aos pesados impostos e pelas tentativas egípcias de acabar com o tráfico de escravos. Em 1870, um clérigo muçulmano chamado Maomé Amade pregou a renovação da fé e da libertação da terra, e começou a atrair seguidores. Logo em seguida houve uma revolta aberta contra os egípcios, Maomé Amade se auto-proclamou o Mádi, o redentor prometido do mundo islâmico. O então governador do Sudão, Raufe Paxá, enviou duas companhias de infantaria, com uma metralhadora para prendê-lo. Os capitães das duas companhias tiveram promoções prometidas se os seus soldados fossem os únicos a devolver o Mádi para o governador. Ambas as companhias desembarcaram do navio que os trouxera do Rio Nilo até Abba e se aproximaram da vila do Mádi em direções distintas. Chegando em simultaneamente, as duas forças começaram a disparar às cegas, permitindo que os seguidores do Mádi atacassem e destruíssem as forças, uma em cada turno.
O Mádi, em seguida, começou uma retirada estratégica para Cordofão, onde estava a uma maior distância da sede do governo de Cartum. Este movimento, que se escondia como uma marcha triunfal, incitou muitas das tribos árabes a se levantar em apoio da jiade que Mádi tinha declarado contra os "Turcos Opressores". Outra expedição egípcia expedidos em Kodok havia sido emboscada e abatida na noite de 9 de Dezembro.
O governo egípcio do Sudão, agora profundamente preocupado com a dimensão da revolta, reuniu uma força de quatro mil soldados sob o comando de Iúçufe Paxá. Esta força aproximou-se do recolhimento Madista, cujos membros eram mal vestidos, tinham fome, e eram armados apenas com paus e pedras. No entanto, o excesso de confiança suprema levou o exército egípcio em campo dentro da vista do exército do Madista sem postar sentinelas. O Mádi comandou um ataque na madrugada de 7 de Junho que massacrou um exército. Os rebeldes ganharam vastos estoques de armas, munições, roupas militares e outros suprimentos.

## A Expedição Hicks
Como governo egípcio estava em grande parte sob controle britânico, as potências europeias se tornaram cada vez mais conscientes dos problemas no Sudão. Os conselheiros britânicos do governo egípcio deram consentimento tático para outra expedição. Durante o Verão de 1883, tropas egípcias estavam concentradas em Cartum, eventualmente alcançando a força de, 7 000 homens da Infantaria, 1 000 homens da Cavalaria, 20 metralhadoras e Artilharia. Essa força foi colocada sob o comando de um aposentado britânico do Estatuto oficial do Corpo William Hicks e mais doze oficiais europeus. A força era, nas palavras de Winston Churchill, "talvez o pior dos exércitos que já marchou para a guerra" - não remunerado, inexperiente, indisciplinado e cujos soldados, tinham mais em comum com os seus inimigos do que com seus Oficiais.
Al-Ubayyid, a cidade cujo Hicks tinha a intenção de cercar aliviando as tensões da Guerra, já tinha caído no momento que a expedição havia deixado Cartum, mas mesmo assim Hicks continuou, embora não estivesse confiante em suas chances de sucesso. Após a sua abordagem, o Mádi montou um exército de cerca de 40.000 homens e perfurou-los rigorosamente com uma Tática militar, equipando os seus homens com as armas e munições capturadas em batalhas anteriores. As forças de Hicks efetivamente foram oferecidas em batalha, o exército Madista era uma força militar credível, que havia aniquilado totalmente a oposição na Batalha de El Obeid.

## Evacuação
Neste momento, o Império Britânico estava cada vez enraizado no funcionamento do governo egípcio. O Egito era movido sob uma estrutura quase sustentada por dívidas, uma enorme dívida Europeia. O governo egípcio tinha que evitar uma maior interferência dos seus credores europeus, que tinham de assegurar que os juros da dívida fosse paga a tempo. Para esse efeito, o tesouro egípcio, inicialmente lesados pela corrupção e burocracia, foi colocado pelos britânicos quase que inteiramente sob o controle de um "Financial Advisor", que exerceu o poder de veto sobre todas as questões de política financeira. Os titulares do referido gabinete, em primeiro lugar, Sir Auckland Colvin, e mais tarde Sir Edgar Vincent, 1st Viscount D'Abernon, foram instruídos a manter a maior parcimônia possível em assuntos financeiros do Egito. Manter as guarnições no Sudão custava ao governo egípcio mais de 100.000 libras egípcias por ano, uma despesa insustentável.

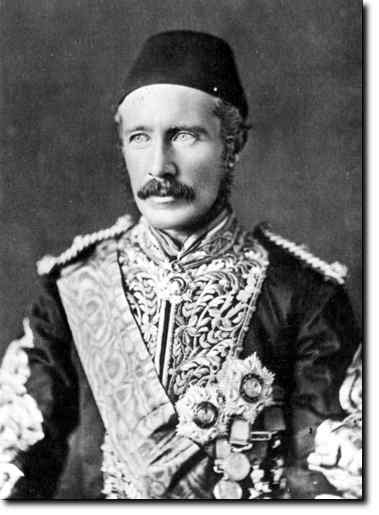
Charles Gordon como governador do Sudão.

Assim, foi decidido pelo governo egípcio, e sob alguma correção de seus controladores ingleses, que a presença egípcia no Sudão devia se retirar do país e deixar alguma forma de auto-governo, provavelmente encabeçada pelo Mádi. As retiradas das guarnições egípcias estacionadas por todo o país foi, portanto, ameaçadas a menos que fossem conduzidas de forma ordenada. O governo egípcio pediu um oficial britânico para ser enviado ao Sudão para coordenar a retirada das guarnições. Esperava-se que as forças Madistas atacassem a qualquer cidadão britânico, o que era um risco demasiado e grande. O Governo Britânico então, propôs que fosse enviado o chinês Charles Gordon. Gordon era um funcionário extremamente talentoso que havia se distinguido em várias campanhas no Extremo Oriente, particularmente na China durante a Segunda Guerra do Ópio. No entanto, ele também era conhecido por sua agressividade e honra pessoal rígida, que, aos olhos dos mais notáveis oficiais britânicos do Egito, inadequadamente o trouxeram para a tarefa. Sir Evelyn Baring, 1st Earl of Cromer (mais tarde Earl of Cromer), o cônsul-geral britânico no Egito, foi particularmente contrário à nomeação de Gordon, com relutância a ser conquistado pela imprensa britânica e público. Gordon era finalmente nomeado para a missão, mas ele estava a ser acompanhado pelo muito mais sensato e confiável coronel John Donald Hamill Stewart. Pretendia-se que Stewart, atuaria como um freio sobre último recurso e garantisse que o Sudão fosse evacuado rapidamente e de forma pacífica.
Gordon deixou a Inglaterra em 18 de Janeiro e chegou ao Cairo, na noite do dia 24 de Janeiro. Gordon foi o grande responsável pela elaboração de suas próprias ordens, junto com proclamações do Quediva do Egito, anunciou intenções de deixar o Sudão. Ordens de Gordon, a seu pedido, foram extremamente inequívocas e deixaram pouco espaço para interpretações erradas.
Gordon chegou a Cartum, em 18 de Fevereiro e tornou-se imediatamente a par com a grande dificuldade da tarefa. Guarnições do Egito foram espalhadas amplamente por todo o país, três (Senar, Tocar e Sincate) estavam sob cerco, e a maior parte do território entre eles estava sob o controle do Mádi. Não havia nenhuma garantia de que, se as guarnições fossem por sorte ou mesmo com a clara intenção de retirar, elas não seriam cortados em pedaços pelas forças Madista. A População egípcia e europeia de Cartum era maior do que todas as outras guarnições combinadas, incluindo 7.000 tropas egípcias, 27.000 civis, e as equipes de várias embaixadas. Embora a abordagem pragmática seria a de garantir a segurança da guarnição de Cartum e abandonar as fortificações periféricas, com suas tropas, o Mádi, Gordon tornou-se cada vez mais relutante em deixar o Sudão, até que cada um que quisesse ir Rio abaixo [o Nilo], era dada a oportunidade de fazê-lo, sentindo que seria uma honra abandonar qualquer soldado egípcio para o Mádi. Ele também se tornou cada vez mais temerosos com o potencial do Mádi em causar problemas no Egito, se permitisse o controle do Sudão, levaria a uma convicção de que o Mádi deveria ser "esmagado", pelas tropas britânicas, se necessário, para assegurar a estabilidade da região. Abatido ou não, Gordon manteve-se deliberadamente em Cartum mais tempo do que estrategicamente possível, aparentemente a intenção era de tornar-se sitiado dentro da cidade. O Pai de Gordon, H.W. Gordon, disse que os oficiais britânicos, poderiam ter facilmente escapado de Cartum até 14 de Dezembro de 1884.
Se foi ou não a intenção do Mádi, em Março de 1883, as tribos do Sudão, ao norte de Cartum, que anteriormente haviam sido simpáticas ou pelo menos neutras para com as autoridades egípcias, levantaram-se em apoio do Mádi. As linhas telegráficas entre Cartum e Cairo foram cortadas em 15 de Março, cortando a comunicação com o mundo exterior.

## Cerco de Cartum
A Posição de Gordon em Cartum foi muito forte, a cidade era limitada a Norte e a Leste pelo Nilo Azul, a Oeste do Nilo Branco, e ao Sul, por antigas fortificações com vista para uma vasta extensão de deserto. Gordon tinha comida para cerca de seis meses, vários milhões de cartuchos de munição em lojas, com capacidade para produzir novos 50.000 tiros por semana, e 7.000 soldados egípcios. No entanto, fora das paredes da cidade, o Mádi tinha reunido cerca de 50.000 soldados Dervixe, e como o tempo passava, as chances de uma fuga bem sucedida tornavam-se pequenas. Gordon tinha consideradamente:

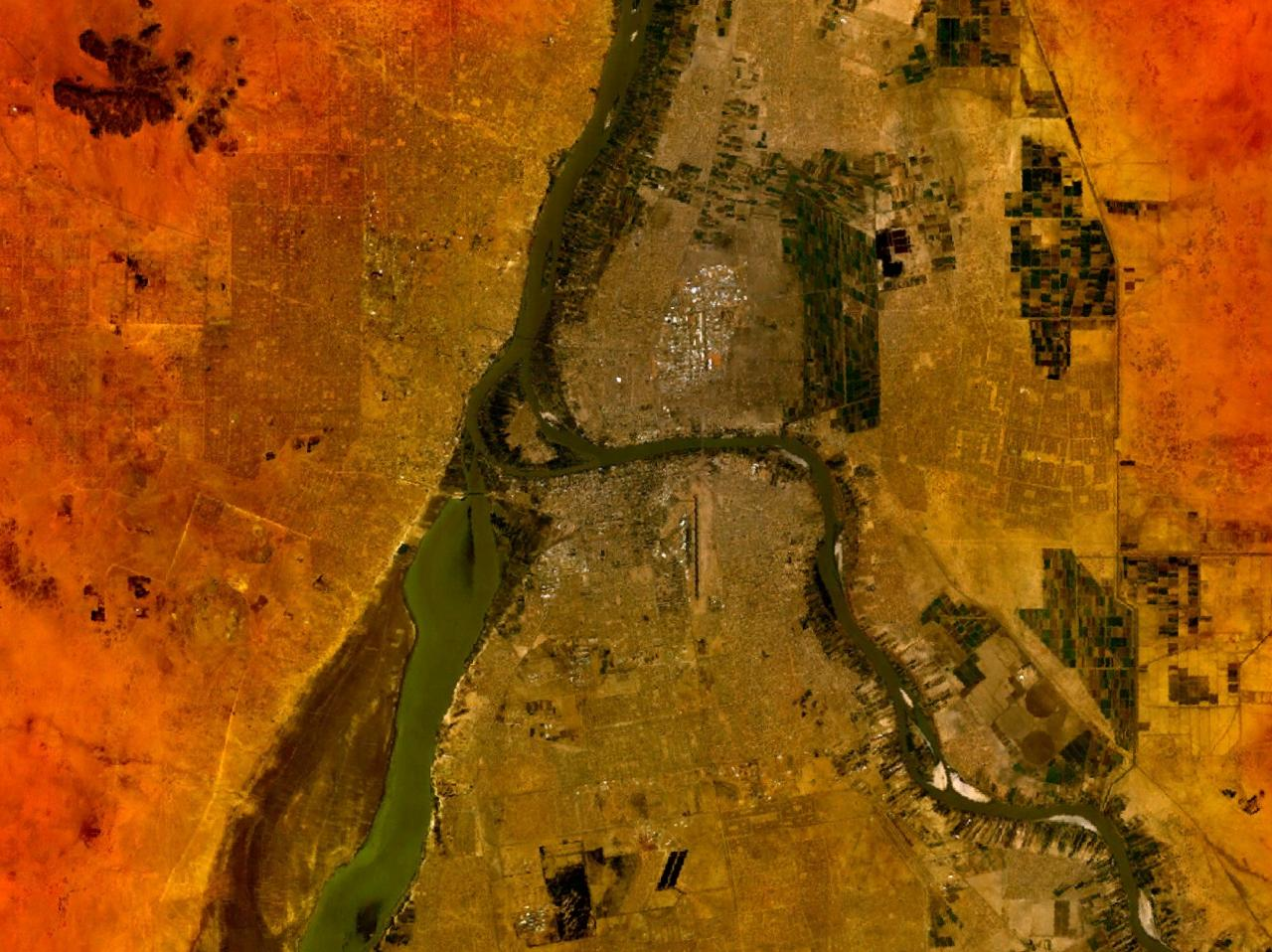
Vista aérea da confluência dos rios Nilo. Cartum fica entre dois rios, e Ondurmã na margem ocidental ligeiramente a jusante

- Fugir pelo sul ao longo do Nilo Azul para a Abissínia (atual Etiópia), que teria lhe permitido recolher as guarnições estacionadas ao longo desse percurso. No entanto, a janela de navegação tinha uma parte mais alta que o rio e era muito estreita.

- Solicitar que um famoso ex-traficante de escravos, Zobair Rama Mançor, fosse enviado para Cartum, numa tentativa de incitar uma revolta popular contra o Mádi.

- Solicitar que os serviços de vários milhares de tropas turcas fossem enviadas para esmagar a revolta.

Eventualmente, tornou-se impossível para Gordon aliviar a tensão sem tropas britânicas. Uma expedição foi devidamente despachado sob o comando de Sir Garnet Wolseley, 1st Viscount Wolseley. No entanto, como o nível do Nilo Branco caiu durante o Inverno, as praias lamacentas estavam expostas sob a expedição. Com fome e Cólera galopante na cidade e o moral das tropas egípcias quebrado, a posição de Gordon tornou-se insustentável, a cidade caiu em 25 de Janeiro de 1885, após um cerco de 313 dias.

## A Campanha do Nilo
O Governo britânico, com relutância, mas sob forte pressão da opinião pública, enviou uma coluna de alívio de Sir Garnet Wolseley para aliviar a guarnição de Cartum. Esta foi descrita em alguns jornais britânicos como o "Gordon Relief Expedition", um título que Gordon fortemente contestava. Depois de derrotar os Madistas na Batalha de Abu Klea, a coluna chegou à vista de Cartum, apenas para descobrir que era tarde demais: a cidade tinha caído dois dias antes, Gordon e a guarnição tinham sido massacrados. Estes eventos temporariamente encerraram o envolvimento britânico no Sudão e Egito, que passaram a ficar completamente sob o controle do Madistas.

## O Período Madista
Maomé Amade morreu logo após sua vitória em Cartum em 1885, e foi sucedido por Abedalá Califa ibne Maomé, que provou ser uma possibilidade, ainda que cruel, governante do Estado Madista.

## O Retorno dos Britânicos

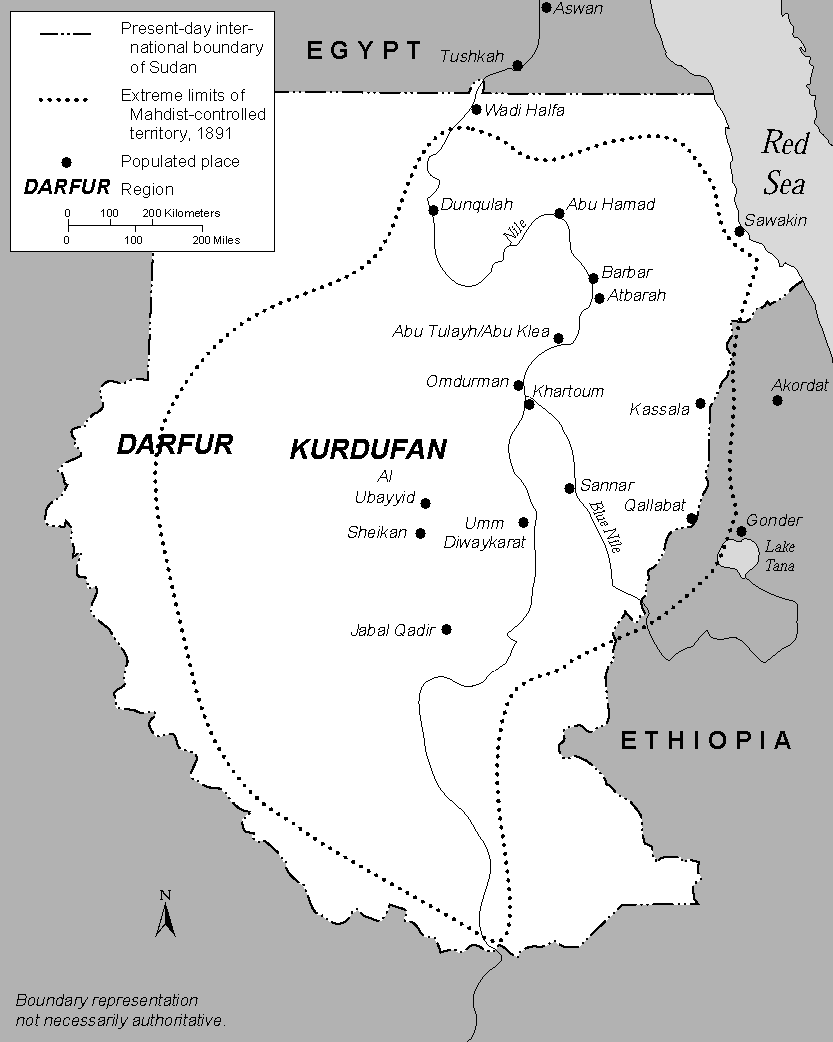
A extensão máxima do estado Madista, mostrado dentro das fronteiras modernas do Sudão

Nos anos seguintes, o Egito não tinha renunciado a seus direitos sobre o Sudão, e as autoridades britânicas consideraram reivindicação legítima. Sob controle rigoroso por administradores britânicos, a economia do Egito tinha sido reconstruída, e o exército egípcio reformado, desta vez formado e liderado por oficiais britânicos e sargentos. A situação evoluiu de uma forma que permitiu que o Egito, politicamente e militarmente pudesse reconquistar Sudão.
Em 1891, um sacerdote católico, Joseph Ohrwalder escapou do cativeiro no Sudão. Mais tarde, em 1895, o antigo governador de Darfur, Rudolf Carl von Slatin, conseguiu escapar da prisão dos Califas. Ele forneceu informações vitais sobre as disposições Madistas, e tantos outros homens escreveram relatos detalhados de suas experiências no Sudão. Junto com Reginald Wingate um famoso propagandista da reconquista do Sudão, Rudolf fez trabalhos que enfatizaram a selvajaria e a barbárie dos Madistas, e através da ampla publicidade que recebeu na Grã-Bretanha, contribuiu para influenciar a opinião pública a favor da intervenção militar.
Em 1896, quando a Itália sofreu uma pesada derrota às mãos dos etíopes na Batalha de Adwa, a posição italiana na África Oriental foi seriamente enfraquecida. Com o ante a ameaça Cassala, o governo britânico ofereceu apoio político para ajudar os italianos, fazendo uma demonstração militar no norte do Sudão. Isso coincidiu com o aumento da ameaça de invasão francesa nas regiões do Alto Nilo (Sudão). Lord Cromer era a favor do Partido Conservador (Reino Unido) no poder e também era a favor de tomar a ofensiva, conseguindo estender a demonstração de uma verdadeira invasão de pleno direito.
Horatio Herbert Kitchener, o novo Sardar (comandante) do exército anglo-egípcio, recebeu suas ordens de marcha em 12 de Março, e suas forças entraram no Sudão dia 18. Com a Numeração dos primeiros onze mil homens, a força de Kitchener estava armada com o mais moderno equipamento militar da época, incluindo Maxim (metralhadora), artilharia moderna e foi apoiado por uma flotilha de Canhoneira no Nilo. Seu avanço foi lento e metódico, enquanto campos fortificados foram construídas ao longo do caminho, e a estrada de ferro foi prorrogada de Uádi Halfa para o Sudão, a fim de abastecer o exército. Assim, apenas em 7 de Junho que o primeiro compromisso sério da campanha ocorreu, Kitchener, liderou uma força de nove mil homens que destruíram a guarnição Madista na Batalha de Ferkeh.
Em 1898, no âmbito da corrida para a África, os britânicos decidiram reafirmar o pedido do Egito para o Sudão. Uma expedição, comandada por Kitchener, foi organizada no Egito. Ela era composta por 8.200 soldados britânicos e 17.600 egípcios e soldados sudaneses comandados por oficiais britânicos. Para fornecer o seu avanço, os britânicos construíram uma estrada de ferro no Egito. As forças Madistas (às vezes chamado de dervixes), eram mais numerosas, totalizando mais de 60.000 guerreiros, mas não tinham armas modernas.
Depois de derrotar uma força Madista na Batalha de Atbara em Abril de 1898, os anglo-egípcios chegaram em Ondurmã, a capital Madista em Setembro. O grosso exército Madista atacou, mas foi derrotado pela máquina britânica de pistolas e rifles.
O que sorou dos Madistas, com Abedalá, o Califa, fugiram para o Sudão meridional. Durante a perseguição, as forças de Kitchener, encontrou uma força francesa sob o comando do Major Jean-Baptiste Marchand em Fachoda, resultando no Incidente de Fachoda. Eles finalmente foram apanhados com Abedalá na Batalha de Umm Diuaikarat, onde foi assassinado, pondo um fim ao regime Madista.
As baixas desta campanha foram:
Sudão: 30.000 mortos, feridos ou capturados
Grã-Bretanha: 700 + britânico, egípcios e sudaneses mortos, feridos ou capturados.

## Resultado
Os britânicos criaram um novo sistema colonial, a administração anglo-egípcio, que efetivamente foi estabelecida junto com a dominação britânica no Sudão. Esta só terminou com a Independência do Sudão em 1956.